# George Arundale
George Sidney Arundale (* 1. Dezember 1878 in Wonersh, Surrey, England; † 12. August 1945 in Adyar, Indien) war ein englisch-indischer Freimaurer, Theosoph, Präsident der Theosophischen Gesellschaft Adyar (Adyar-TG) und Bischof der Liberal-Katholischen Kirche (LKK).

## Leben und Wirken

### Kindheit und Jugend
Arundale wurde am 1. Dezember 1878 in Wonersh als einziges Kind von John Kay und Mary Ann Elizabeth Arundale geboren. Der Vater war Reverend und Prediger. Seine Mutter starb im Wochenbett, woraufhin er in die Obhut seiner Tante Francesca Arundale kam, die ihn adoptierte. Von dieser Adoption rührt sein Nachname her. Die Tante war seit 1881 Mitglied der Theosophischen Gesellschaft, ab 1895 der Adyar-TG, enge Freundin von Helena Blavatsky sowie Annie Besant und trat 1896 dem Le Droit Humain bei. Dadurch kam Arundale bereits früh mit den Lehren der Theosophie und Freimaurerei in Kontakt. Er besuchte sowohl Schulen in Deutschland als auch England und schloss 1902 das St John’s College in Cambridge mit dem Master of Arts ab.

### Als Lehrer und in der Politik

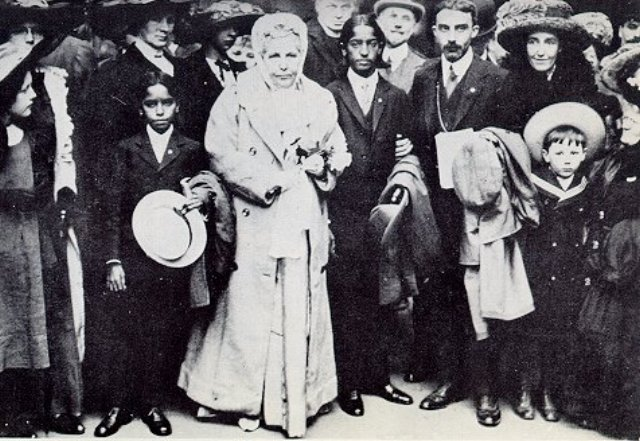
Arundale im Jahre 1911 gemeinsam mit Jiddu Krishnamurti, dessen Bruder Nitya und Annie Besant

Bereits 1895 trat er der Adyar-TG bei, fuhr 1903 auf Einladung Besants mit seiner Tante nach Indien, um am von Besant gegründeten Central Hindu College (CHC) in Varanasi als Professor für Geschichte zu lehren. 1907 war er Dekan und schließlich von 1909 bis 1913 Rektor des CHC. Nachdem er wegen seiner Befürwortung des Order of the Rising Sun (später dann in Order of the Star of the East umbenannt) rund um Jiddu Krishnamurti in Konfrontation mit den anderen Professoren gekommen war, musste er diesen Posten 1913 jedoch aufgeben. Seit 1917 organisierte er mit Besant und Rabindranath Tagore die National University of India in Chennai. 1918 wurde diese mit Arundale als Dekan der Lehrerausbildung eröffnet, hier erhielt er 1924 einen Ehrendoktor.
Wie viele Theosophen jener Zeit, engagierte sich auch Arundale in der indischen Unabhängigkeitsbewegung rund um den Indischen Nationalkongress. In diesem Zusammenhang wirkte er für die Arbeiter-Gewerkschaft, wodurch er in Konflikt mit der britischen Regierung geriet und im Juni 1917, zusammen mit Besant und Bahman Pestonji Wadia, in Udagamandalam kurz unter Hausarrest gestellt wurde.

### Ehe
1920 heiratete er in Chennai seine indische Dienerin Rukmini Devi (= Rukmini Devi Arundale), welche zu diesem Zeitpunkt 16, er selbst damals 41 Jahre alt war. Die Verbindung löste einen Skandal bei den konservativen Brahmanen aus, da für eine Brahmanin eine Ehe außerhalb ihrer Kaste, und noch schlimmer, mit einem Ausländer, der Tradition widersprach. Um die Wogen zu glätten und auch die Adyar-TG, die durch die Heirat ebenfalls kritisiert wurde, aus der Schusslinie zu bringen, verließ das Paar Chennai und fuhr nach Mumbai. Da sich auch dort Schwierigkeiten für die Adyar-TG anbahnten, ging Arundale mehrere Jahre nach Europa, um dort für die Theosophie zu wirken. Rukmini Devi begleitete Arundale auf den meisten seiner Reisen rund um die Welt, auch den größten Teil der Unternehmungen inner- und außerhalb der TG bearbeiteten sie gemeinsam. Die Ehe blieb kinderlos. Rukmini Devi war die Schwester von Nilakanta Sri Ram, dieser wurde später Präsident der Adyar-TG.

### Wirken für die Adyar-TG
Seit seiner Ankunft in Indien arbeitete Arundale bei zahlreichen Projekten der Adyar-TG mit und wurde einer der engsten Mitarbeiter von Annie Besant, welche seit 1907 Präsidentin der Adyar-TG war. Er war 1910 der erste, der, allerdings unerlaubterweise, den Order of the Rising Sun rund um Jiddu Krishnamurti öffentlich erwähnte. Am 11. Januar 1911 proklamierte er diesen unter seiner Leitung stehenden Orden dann auch offiziell. Beim im April 1911 gegründeten Order of the Star of the East übernahm er einen Sekretärsposten. Während seines Europaaufenthaltes wurde er am 4. Juli 1925 in Huizen in der Liberalkatholischen Kirche (LKK), einer Abspaltung des englischen Altkatholizismus, konsekriert und 1926 zum Bischof derselben für Indien ernannt. Im selben Jahr erreichte er den Posten des Generalsekretärs der Adyar-TG in Australien und wurde erster Generaldirektor des theosophischen Radiosenders 2GB, dort unterstützte er auch Charles W. Leadbeater beim Aufbau der LKK. 1928 folgte schließlich die Ernennung zum Generalsekretär der indischen Sektion.

#### Als Präsident
Als Annie Besant am 20. September 1933 starb, kamen Arundale und Ernest Wood als Nachfolger in Frage. Die Wahl wurde durch das Auftauchen von gefälschten Briefen, welche Besant zugunsten Arundales geschrieben haben soll, überschattet. Als später die Fälschung erwiesen werden konnte, warf dies ein ungünstiges Licht auf Arundale, da manche dies als Wahlfälschung betrachteten. Schließlich erhielt Arundale die meisten Stimmen, im Juni 1934 nahm er die Wahl an und war damit neuer Präsident der Adyar-TG.
Noch im Jahr 1934 rief er zusammen mit seiner Frau Rukmini Devi die Besant Memorial School ins Leben und, nachdem sie vom Werk der Reformpädagogin Maria Montessori gehört hatten, luden sie diese nach Indien ein, um sie für die Schule zu verpflichten. 1939 folgte Montessori der Einladung, nicht zuletzt deshalb, da Benito Mussolini sie in Italien als unerwünscht erklärt hatte. Zusammen mit ihrem Sohn Mario übernahm sie die Lehrerausbildung an der Besant Memorial School und gestaltete die Schule nach ihren Prinzipien. Später wurde diese in Besant Theosophical School umbenannt und existiert heute (2006) noch als Universität in Varanasi. Am 6. Januar 1936 eröffneten Arundale und seine Frau am Gelände der Adyar-TG die erste Kalakshetra-Tanzschule zur Wiederbelebung des traditionellen indischen Tanzes. Millionen Inder führen noch heute (2006) diese Tänze aus. Arundale engagierte sich auch in der World Federation of Young Theosophists und unternahm zahlreiche Reisen rund um die Welt zur Förderung der Adyar-Theosophie.

### Der Freimaurer
1902 wurde er wie seine Tante Francesca Arundale Mitglied im Le Droit Humain und 1904 gemeinsam mit Annie Besant und Francesca Mitbegründer einer Loge in Indien. Die indische Föderation wählte ihn 1935 auch zum Großkommandeur.

## Tod und Nachfolge
Arundale starb am 12. August 1945 in Adyar im Alter von 66 Jahren, sein Leichnam wurde verbrannt. Das Sterbedatum wird manchmal auch unrichtig mit 12. Juli angegeben. Sein Nachfolger als Präsident der TG-Adyar wurde Curuppumullage Jinarajadasa.

## Werke
- Der Weg des Dienens. Theosophischer Kultur-Verlag, Leipzig 1914.
- Du – von Ewigkeit zu Ewigkeit. Baum-Verlag, Pfullingen 1962.
- Freedom and friendship. Theosophical Publishing House, Madras 1935.
- Mount Everest, its spiritual attainment. Theosophical Press, Wheaton 1933.
- Nirvana, Eine Studie über synthetisches Bewusstsein. Pieper Ring-Verlag, Düsseldorf 1930.